# Torbole Casaglia
Torbole Casaglia ist eine norditalienische Gemeinde (comune) mit 6449 Einwohnern (Stand 31. Dezember 2023) in der Provinz Brescia in der Lombardei. Die Gemeinde liegt etwa 10,5 Kilometer westsüdwestlich von Brescia.

## Verkehr
Durch die Gemeinde führt die frühere Staatsstraße 235 (seit 2001 Provinzialstraße) von Pavia nach Brescia.
Bei Torbole gibt es einen kleinen Flugplatz (Aviosuperficie Pradelle) für die Allgemeine Luftfahrt.